# 米脂站
米脂站，位于中华人民共和国陕西省榆林市米脂县，是包西铁路上的火车站，建于2002年，由西安铁路局延安车务段管辖。

## 車站周邊
- 米脂县人民法院
- 米脂县公安局
- 无定河
- 米脂县医院
- 银州镇官庄中心小学

## 歷史
- 2002年2月8日开通客运。[3]